# Rubunda
Rubunda är ett periodiskt vattendrag i Burundi.   Det ligger i provinsen Makamba, i den södra delen av landet, 120 kilometer sydost om huvudstaden Bujumbura.
I omgivningarna runt Rubunda växer huvudsakligen savannskog. Runt Rubunda är det ganska tätbefolkat, med 80 invånare per kvadratkilometer.